# Tamil Nadu

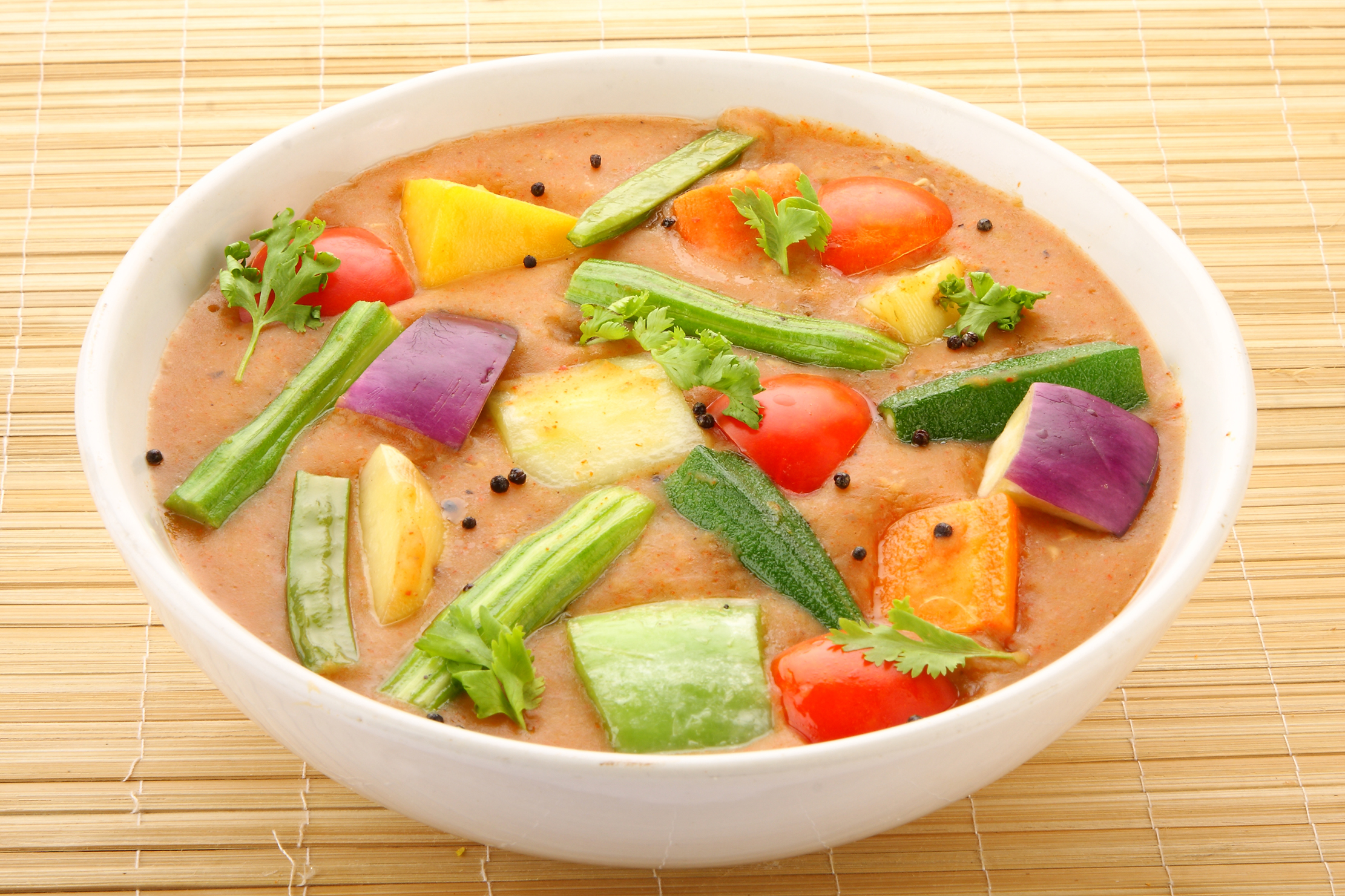
Món Sambar

Tamil Nadu (phát âm tiếng Tamil: IPA: [t̪amiɻ n̪aːᶑu]; phát âmⓘ; TamiḻNāṭu; nghĩa là 'Đất của người Tamil' hay 'Đất nước Tamil') là một trong 29 tiểu bang của Ấn Độ. Thủ phủ và thành phố lớn nhất là Chennai (từng gọi là Madras). Tamil Nadu nằm ở phần cực nam của tiểu lục địa Ấn Độ và tiếp giáp với lãnh thổ liên bang Puducherry và các tiểu bang Nam Ấn Độ Kerala, Karnataka, và Andhra Pradesh. Nó được vây quanh bởi dãy Ghat Đông về phía bắc, bởi dãy Nilgiri, dãy đồi Anamalai, và Kerala về phía tây, bởi vịnh Bengal về phía đông, bởi vịnh Mannar và eo biển Palk về phía đông nam, và bởi Ấn Độ Dương về phía nam. Lãnh hải của bang tiếp giáp với của Sri Lanka.
Tamil Nadu là bang lớn thứ mười một của Ấn Độ về diện tích và đông dân thứ sáu. Bang xếp thứ sáu về chỉ số phát triển con người năm 2011, và bang có nền kinh tế lớn thứ nhì tại Ấn Độ với GDP là ₹13842 tỷ (US$220 billion), chỉ đứng sau Maharashtra. Tamil Nadu đứng trong tốp bảy bang phát triển nhất Ấn Độ theo "Chỉ số phát triển đa chiều" (Multidimensional Development Index) năm 2013, công bố bởi Ngân hàng Trữ kim Ấn Độ. Ngôn ngữ chính thức là tiếng Tamil, một trong những ngôn ngữ cổ điển cổ nhất còn tồn tại tới nay.
Tamil Nadu là nơi có nhiều nguồn tài nguyên thiên nhiên. Thêm vào đó, người dân tại đây đã phát triển và tiếp nối nghệ thuật, âm nhạc và văn học cổ điển Tamil. Những công trình kiến trúc lịch sử và tôn giáo gồm những ngôi đền Hindu với kiến trúc Tamil, những trạm đồi, những khu nghỉ dưỡng bãi biển, những khu hành hương đa tôn giáo, và tám di sản thế giới UNESCO.